# Ti si moj genije
Ti si moj genije je naziv druge po redu knjige književnika Perice Jokića. Knjiga je izašla 1996. godine u ediciji „Biblioteka mostovi“, a izdavač je „Međurepublička zajednica za kulturno-prosvjetnu djelatnost” iz Pljevalja.

## Opis
U knjizi se na duhovit način govori o dvoje mladih i njihovoj ljubavnoj agoniji. To je priča o Plavuši za čuju se bolest nije našlo leka. Bila je primer za sve katastrofe. O njoj se najradije govorilo u trećem licu... U hiperboličnom zapletu put vodi sve do Sorbone gde se sprema doktorska disertacija na temu „Ona – to smo svi mi“.

## Struktura
Prema sadržaju i sveobuhvatnom slikanju života, knjiga ima karakteristike romana. S druge strane, s obzirom na to da je priča ispričana u obliku slobodnog stiha, ovde, iznad svega, ima elemenata poezije, odnosno balade. Zato je pisac, kao objašnjenje svoje tvorevine, u podnaslovu dopisao –„ roman u baladi“. Dok, međutim, Matija Bećković u recenziji za ovu knjigu govori o poemi.

## Recenzija
„U mladalačkoj poemi Perice Jokića „Ti si moj genije“ sve je mladalačko i pesničko, a gotovo ništa početničko. Pred pesnikom su otvoreni mnogi dugački putevi i – sudeći po ovoj poemi – kojim god se uputi dospeće daleko. Nijedan čovek, a pogotovu pesnik nije ostvario ni jedan cilj ako o njemu nije sanjao u mladosti.“ Matija Bećković

## Kritike
- „Ti si moj genije“ je moderna poema o vekovnom odnosu muškarca i žene, o ljubavi i ljubavisanju, o strepnjama i patnjama, o ljubopitljivosti i ljubomori... ali je sve to kazano jezikom života u kojem je igra deo ljubavi koliko i života samog. Igra rečima, igra značenjima, igra pokretom, igra sećanjem, igra asocijacija, igra društvenim i političkim značenjima uronjenim u strast u ljubavi i u ljubav prema igri i zavitlavanju. Na kraju je poruka o želji za večnom ljubavlju, ali za ljubavlju koja bi nastavila ovozemaljski tok: strast i radost, zbilju i zezanje.[4]
- Pre čitanja, da bi se doživelo ono što se čita, treba poštovati uputstvo za upotrebu u kome se kaže da se knjiga čita dvaput od početka: jednom do crte, drugi put ono ispod crte. Do crte je priča ispričana o životu Plavuše, a ispod crte vicevi i aforizmi o Plavuši. Perica Jokić je pisac izuzetne elokvencije, urbanog jezika kojim se koriste mladi, a onda, na trenutak, sasvim neosetno pronalazi vezu sa izvornim narodnim jezikom i književnošću.[5]

## Koncepcija knjige
Knjiga je koncipirana tako da su dve stranice različitih knjiga objavljene na jednoj stranici, pa tek kad se pročita poema (od 7. do 57.stranice), vraća se na 7-u, koja je u drugoj knjizi 58-a i onda se čita druga knjiga – na istu temu, ali u vic-slikama o najpopularnijoj ženskoj vrsti, o plavušama.

## Spoljašnje veze
- Matija Bećković o Perici Jokiću i knjizi Ti si moj genije, za MBC TV
- Dejan Cukuć o knjizi Ti si moj genije, za MBC TV
- Radio Corona, Priština 1998, Odlomak iz knjige Ti si moj genije čita Jasmina Radovanović